# Золотая шляпа

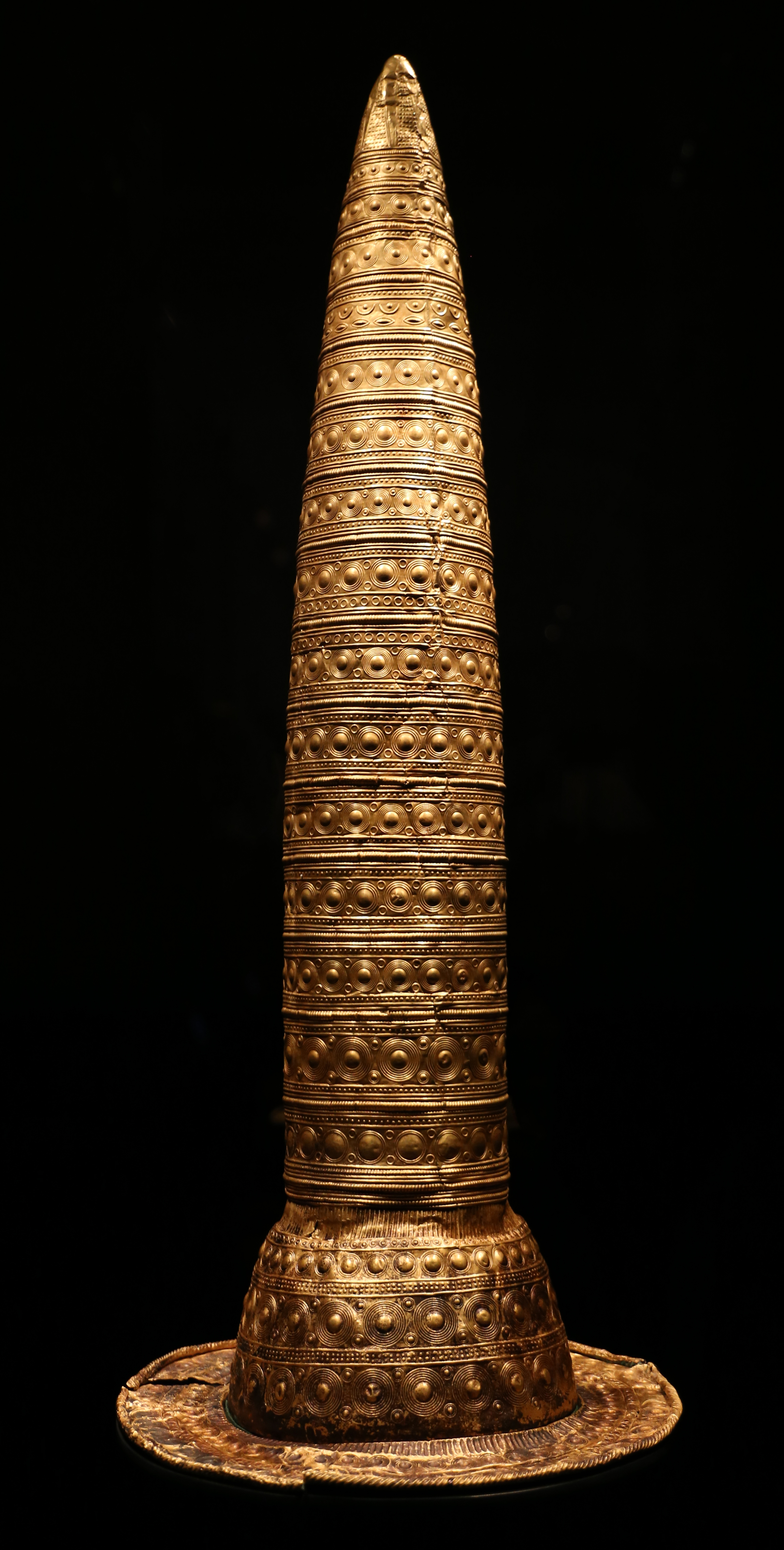
Берлинская золотая шляпа

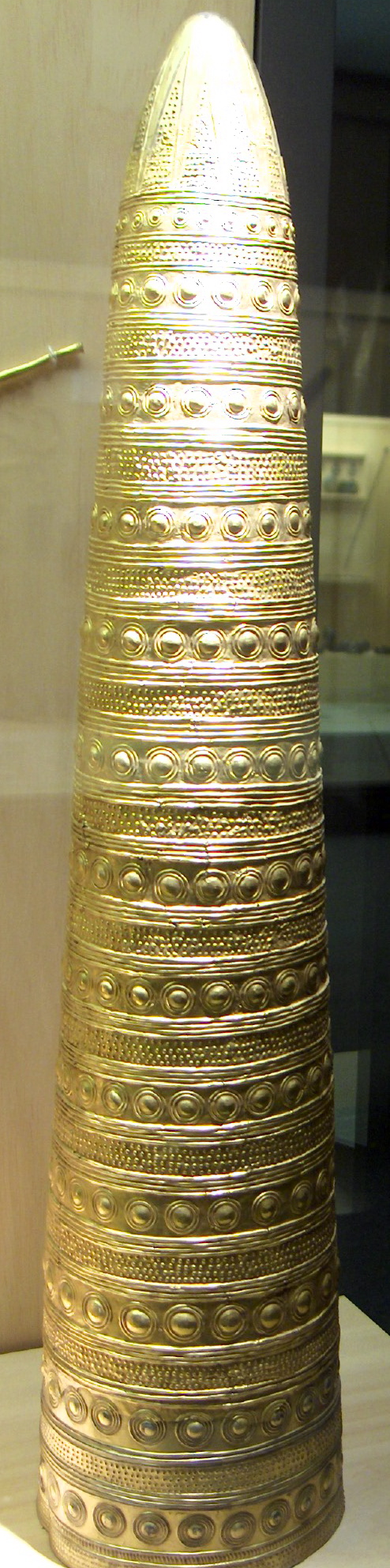
Золотой конус Авантона

Золотая шляпа (нем. Goldhut) — уникальный тип конусообразного изделия из бронзы и золота, характерный исключительно для протокельтской культуры полей погребальных урн. В настоящее время известно всего четыре таких предмета, датируемых периодом с 1400 до 800 г. до н. э.
Три «шляпы» были найдены в Германии — в Шифферштадте в 1835 г., в Бургтанне в 1953 г. и, вероятно, в Швабии в начале 1990-х гг. Последняя из них была приобретена германским правительством в 1999 году и ныне экспонируется в Берлине. Самая высокая шляпа происходит из Бургтанна — в реконструированном виде её высота составляет 88 см.
Конус ещё одной «шляпы» был найден в 1844 году гораздо западнее — в местечке Авантон близ Пуатье. Этот предмет экспонируется в Национальном музее археологии в Сен-Жермен-ан-Ле. В 1999 году все четыре предмета были впервые выставлены вместе в Бонне.
Относительно предназначения предметов идут споры. Наиболее распространено мнение, что шляпы как предмет солнечного культа (наряду с солнечными крестами) носили на голове жрецы. На это указывает изображение человека в подобном головном уборе, сохранившееся в «королевской могиле» в Сконе, Швеция. Некоторые исследователи убеждены, что шляпы могли использоваться жрецами как примитивный календарь.

## Галерея всех четырёх известных золотых шляп для сравнения

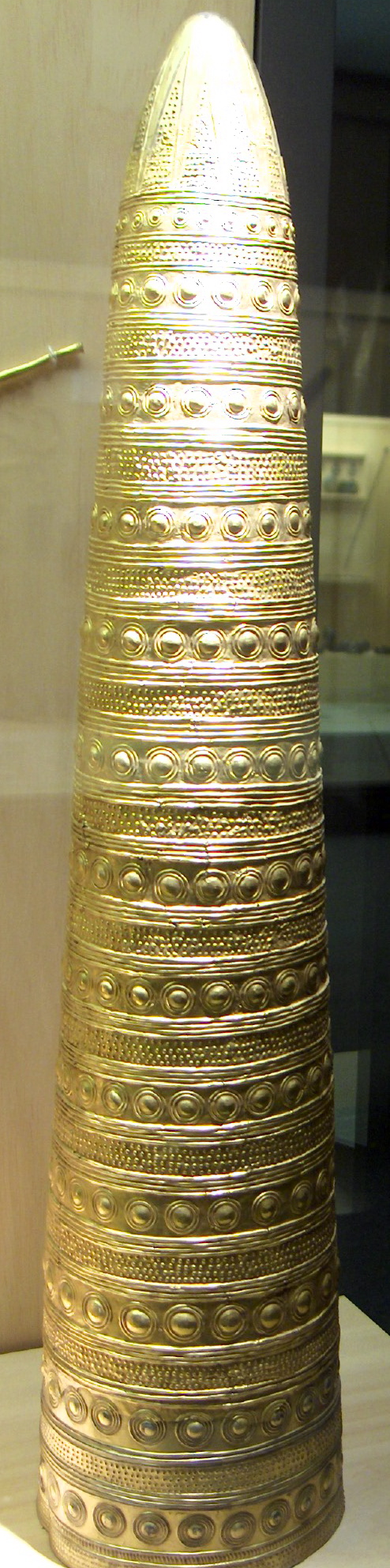
Авантон
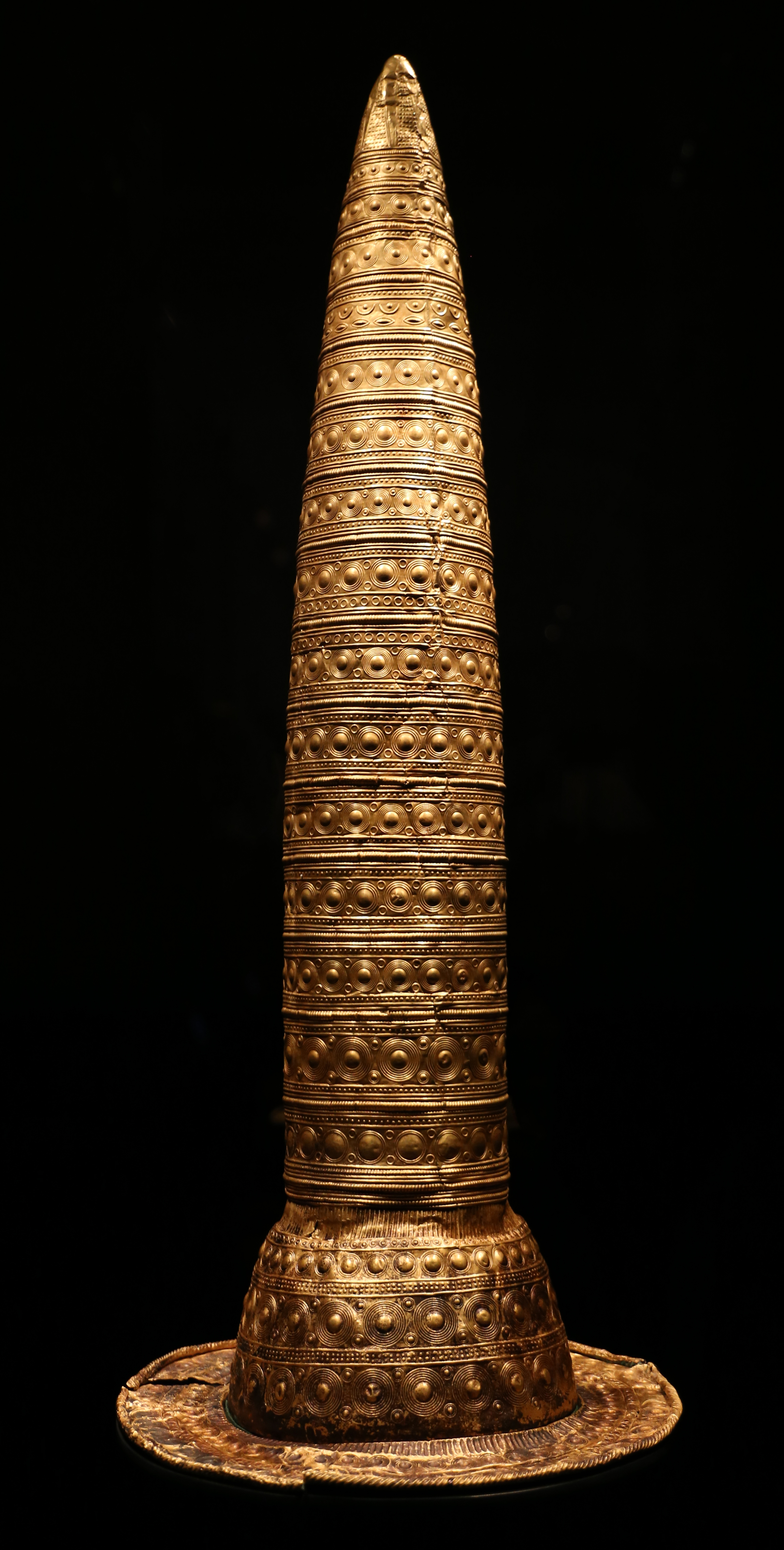
Берлин
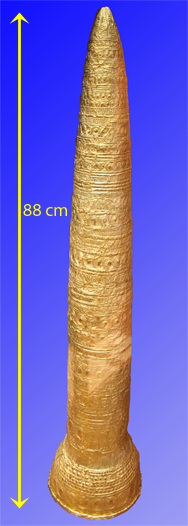
Эзельсдорф
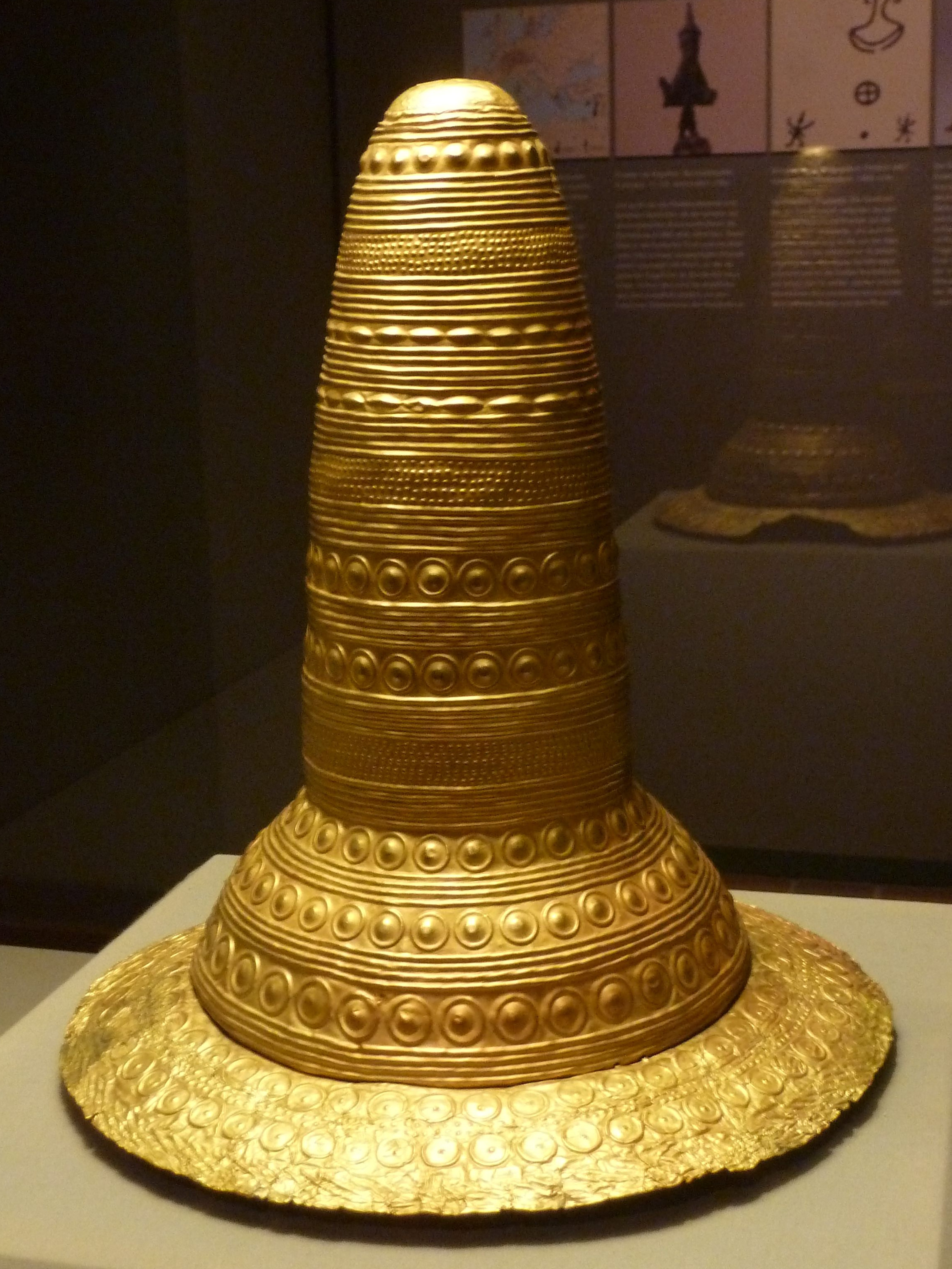
Шифферштадт (Исторический музей Пфальца)